# وینچنزو کاردارلی
ناتزارنو کاردارِلّی (ایتالیایی: Nazareno Caldarelli) با نام نام مستعار وینچِنزو کاردارِلّی (ایتالیایی: Vincenzo Cardarelli) (زا

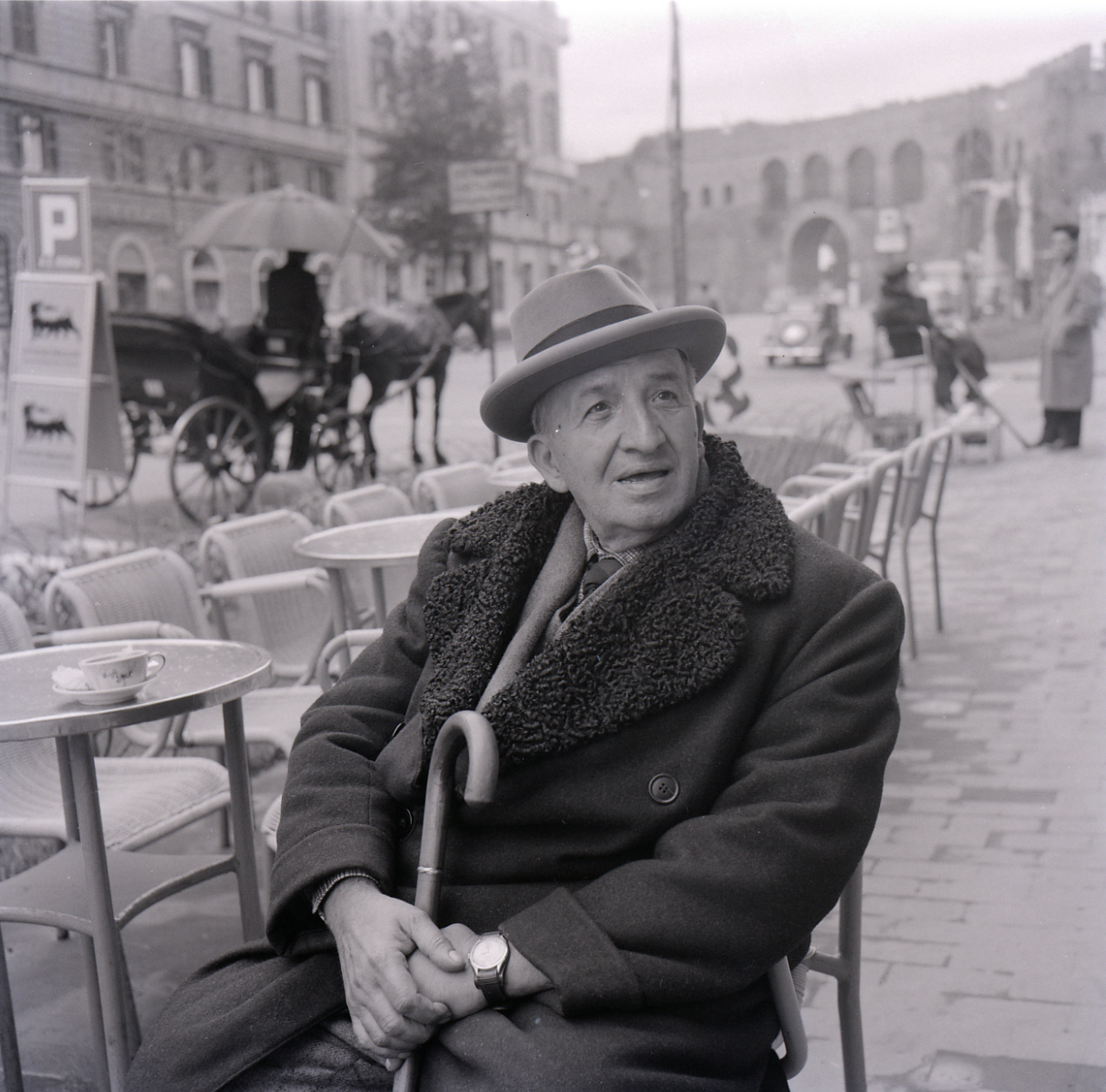
Vincenzo Cardarelli, photo by Paolo Monti, 1957

دهٔ ۱ می ۱۸۸۷ در تارکوینیا - درگذشتهٔ ۱۸ ژوئن ۱۹۵۹ در رم)، یک نویسنده، شاعر و روزنامه‌نگار ایتالیایی بود.
کاردارلی در تارکوینیا، لاتزیو، در خانواده‌ای با اصالت مارکه به دنیا آمد. پدرش آنتونیو رومانیولی بود. تحصیلاتش نامنظم بود و مشاغل مختلفی داشت. در سال ۱۹۰۶، زمانی که به رم نقل مکان کرد، کار خود را به عنوان روزنامه‌نگار آغاز کرد. او در سال ۱۹۱۹ با ریکاردو باچلی و امیلیو سیچی، نقد معتبر لا روندا (۱۹۱۹-۱۹۲۲) را ایجاد کرد.
او برنده دو جایزه ادبی شد: از جمله جایزه باگوتا در سال ۱۹۲۹ برای خورشید در اوج خود است و جایزه استرگا در سال ۱۹۴۸ برای ویلا تارانتولا 

## جوایز
او در طول عمر خود جوایز بسیاری را از آن خود کرد، از جمله:
- جایزهٔ ادبی معروف باگوتا (Premio Bagutta) در سال ۱۹۲۸ برای مجموعه شعر خورشید بالایِ سر (Il Sole a picco)
- جایزه ادبی استِرِگا (Premio Strega) - در سال ۱۹۴۸ برای مجموعهٔ ویلای تارانتلا (Villa Tarantola)
- جایزه ادبی ناپُلی-نُوِه موزه - ۱۹۵۴
- جایزهٔ ادبی تُر مارگانا - ۱۹۵۸
- جایزهٔ اِتنا-تائُرمینا - ۱۹۵۹

## آثار
در زیر فهرست آثار منتشر شدهٔ او آمده‌است:
- پیش‌سخنان (به ایتالیایی: Prologhi) - ۱۹۱۶
- سفرهایی در زمان (به ایتالیایی: Viaggi nel tempo) - ۱۹۲۰
- سرزمین مادری (به ایتالیایی: Terra genitrice) - ۱۹۲۴
- افسانه‌ها (به ایتالیایی: Favole) - ۱۹۲۵
- خاطرات (به ایتالیایی: memorie) - ۱۹۲۵
- پیش‌سخنان، سفرهایی در زمان، افسانه‌ها و خاطرات در یک مجموعه کلی (به ایتالیایی: Prologhi, Viaggi nel tempo, Favolo e memorie unico volume) - ۱۹۲۸
- خورشیدِ بالای سر (به ایتالیایی: sole a picco) - ۱۹۲۹
- سخنانی در گوش (به ایتالیایی: Parole all'orecchino) - ۱۹۳۱
- از ایتالیا سخن بگوییم (به ایتالیایی: Parliamo dell'Italia) - ۱۹۳۱
- روزهای تمام و کمال (به ایتالیایی: Giorni in piena) - ۱۹۳۴
- اشعار (به ایتالیایی: Poesie) - ۱۹۳۶
- آسمان بر فراز شهرها (به ایتالیایی: Il cielo sulle città) - ۱۹۳۹
- اشعار (به ایتالیایی: Poesie) - ۱۹۴۲
- پشیمانی (به ایتالیایی: Rimorsi) - ۱۹۴۴
- نامه‌های ارسال‌نشده (به ایتالیایی: Lettere non spedite) - ۱۹۴۶
- اشعار تازه (به ایتالیایی: Poesie nouve) - ۱۹۴۶
- تنها در آرکادیا (به ایتالیایی: Solitario in Arcadia) - ۱۹۴۷
- ویلای تارانتلا (به ایتالیایی: Villa Tarantola) - ۱۹۴۸
- مسافر غیراجتماعی (به ایتالیایی: Il viaggiatore insocievole) - ۱۹۵۳
- سفر شاعری به روسیه (به ایتالیایی: Viaggio d'un poeta in Russia) - ۱۹۵۴
- مجموعه آثار وینچنزو کاردارلی (به ایتالیایی: Opere) - ۱۹۸۱